# Mocidade Independente de Padre Paulo
Grêmio Recreativo Cultural Escola de Samba Mocidade Independente de Padre Paulo é uma escola de samba tradicional da cidade de Santos, tendo como escola-madrinha a Império do Samba. A Padre Paulo foi fundada em 27 de agosto de 1974, no bairro popular do Estuário, e atualmente tem sede na Praça Rubens Ferreira Martins. As cores de sua bandeira são o verde, branco e com detalhes dourados. Em 2012, devido a um Acidente Vascular Cerebral, o Padre Paulo Horneaux de Moura (nome no qual a escola leva o nome) morreu aos 86 anos.

## História
Padre Paulo Horneaux de Moura, chamado na comunidade pelo nome Pepe, foi quem incentivou a fundar os blocos de rua que, mais tarde, viraram uma das mais conceituadas escolas de samba da região. Esta integração foi possível porque o Padre soube evangelizar e unificar a comunidade por meio de trabalhos sociais, além de ajudar a desenvolver atividades para os jovens e aos desempregados.
Em 1972 havia um grupo de jovens moradores das casas populares do estuário que jogavam futebol de salão na quadra de frente a igreja São Jorge Martir,  eles tiveram a ideia de criar um bloco de rua para desfilar no carnaval da "Dona Dorotéia", e foram pedir a autorização ao Padre Paulo se o bloco poderia levar o seu nome, tendo em vista o grande carinho e admiração que todos tinham por ele. Ele a princípio relutou a ideia e posteriormente acabou aceitando e apoiando os jovens que formaram o  "Bloco da Mocidade Independente do Padre Paulo" (M.I.P.P), e a primeira apresentação ocorreu em 1973 com o tema "As babás e os bebês". Em 1974, com o tema "Os pescadores", o bloco conquistou o vice-campeonato. No mesmo ano devido ao grande sucesso do bloco, Padre Paulo e os fundadores a baixo citados deram início ao Grêmio Recreativo e Escola de Samba Mocidade Independente do Padre Paulo, sonho que foi impulsionado com a recém chegada do carnavalesco Jean Herrero ao bairro.
Sócios Fundadores:
Presidente de Honra: Padre Paulo Horneaux de Moura
Presidente: João Herrero (Jean)
Vice-presidente: Ademir Gonçalves Azevedo
1º Tesoureiro: Ailton de Freitas
2º Tesoureiro: Miguel de Souza
1º Secretario: Roberto Parada de Souza
2º Secretario: Adalberto Jorge Morais
Diretor Social: Charles Aparecido Felix da Silva
Diretor Artístico: Luiz Sergio Morais
Presidente da Ala dos Compositores:  Jorge Coelho Duarte
Diretor Conselheiro: José Carlos Cardim da Silva
Diretor de Esporte: José Roberto Macedo
Conselho fiscal:
Nelson Antonio de Souza
Jair Clemente
Helena Narciso do Amparo
Orozimbo Bicalho Silva
Dando início assim a uma das mais tradicionais escolas de samba da cidade de Santos.

## Presidentes
| Presidente                   | Mandato    | Ref.  |
| ---------------------------- | ---------- | ----- |
| Celso Júnior                 | 2000-2005  |       |
| Robson Rett "Robinho"        | 2006-2008  |       |
| Roberto dos Santos "Betinho" | 2009-2014  |       |
| Thiago Soares "Português" *  | 2015- 2016 | [ 2 ] |
| PauloRoberto                 | 2016-2017  |       |

### Mestre-sala e Porta-bandeira
| Período   | Casal                             | Ref.  |  |
| --------- | --------------------------------- | ----- |  |
| 2014      | DeBrito e Patricia Correa         | [ 3 ] |  |
| 2016      | Glauber Yago e Stephanie Silva    |       |  |
| 2017      | Higor Ferreira e Nicinha Simpatia |       |  |
| 2018-2020 | Bruno Gallego e Patricia Correa   |       |  |
| 2021      | Kaeo Azevedo e Stephanie Silva    |       |  |

## Carnavais
| Ano  | Colocação  | Grupo    | Enredo | Carnavalesco           | Intérprete     | Ref    |
| ---- | ---------- | -------- | --- | ---------------------- | -------------- | ------ |
| 1975 | 4º. Lugar  | grupo 1  | Lendas e folclore do meu Brasil. | Jean Herrero           |                | [ 4 ]  |
| 1976 | 2º. Lugar  | grupo 1  | Palmares, o Grande sonho de Zumbi | Jean Herrero           |                | [ 5 ]  |
| 1977 | 2º. Lugar  | grupo 1  | Santos n'outros tempos. | Jean Herrero           |                | [ 5 ]  |
| 1978 | 2º. Lugar  | grupo 1  | Mocidade no palco, no picadeiro e na avenida. | Jean Herrero           |                | [ 5 ]  |
| 1979 | 2º. Lugar  | grupo 1  | Esse Mar é meu! | Jean Herrero           |                | [ 5 ]  |
| 1980 | Campeã     | grupo 1  | Caiçuma! | Jean Herrero           |                | [ 5 ]  |
| 1981 | 2º. Lugar  | grupo 1  | Jornada fantástica! | Jean Herrero           |                | [ 5 ]  |
| 1982 | Campeã     | grupo 1  | A Festa dos Deuses! | Jean Herrero           |                | [ 5 ]  |
| 1983 | 2º. Lugar  | grupo 1  | Ói nós aqui outra vez! | Jean Herrero           |                | [ 5 ]  |
| 1984 | Campeã     | grupo 1  | Carnaval, odisseia dos anos 2000! | Jean Herrero           |                | [ 5 ]  |
| 1985 | 2º. Lugar  | grupo 1  | Santos que te quero samba. | Jean Herrero           |                | [ 5 ]  |
| 1986 | 6º. Lugar  | grupo 1  | Mãe terra. | Jean Herrero           |                | [ 5 ]  |
| 1987 | 4º. Lugar  | grupo 1  | Renascer. | Jean Herrero           |                | [ 5 ]  |
| 1988 | 3º. Lugar  | grupo 1  | Nú com a mão no bolso - Ao jeitinho brasileiro! | Jean Herrero           |                | [ 5 ]  |
| 1989 | 3º. Lugar  | grupo 1  | Desvendando o enigma do século! | Jean Herrero           |                | [ 5 ]  |
| 1990 | 9º. Lugar  | grupo 1  | Paititi, o Brasil desconhecido. | Jean Herrero           |                | [ 5 ]  |
| 1991 | Campeã     | Grupo 2  | Deus e o Diabo na terra do sol! | Jean Herrero           |                | [ 5 ]  |
| 1992 | 4º. Lugar  | grupo 1  | Bota fogo nisso! | Jean Herrero           | Ivaldo         | [ 5 ]  |
| 1993 | 5º. Lugar  | grupo 1  | Arte, drama e fantasia! | Jean Herrero           | Ivaldo         | [ 5 ]  |
| 1994 | 3º. Lugar  | grupo 1  | Pro dia nascer feliz! | Jean Herrero           | Ivaldo         | [ 5 ]  |
| 1995 | 3º. Lugar  | grupo 1  | Caleidoscópio da vida! | Jean Herrero           | Ivaldo         | [ 5 ]  |
| 1996 | 2º. Lugar  | grupo 1  | De muitos, se fez um! | Jean Herrero           | Rinah          | [ 5 ]  |
| 1997 | Campeã     | grupo 1  | Espelho de luz, misteriosa loucura! | Jean Herrero           | Rinah          | [ 5 ]  |
| 1998 | 2º. Lugar  | grupo 1  | Pitágoras, o mago de Samos! | Jean Herrero           | Rinah          | [ 5 ]  |
| 2000 | Campeã     | Especial | Das mil e uma noites ao país do samba, uma trajetória de aventuras e vitórias! (Compositores: Renivaldo, Dorinho, Ivaldo, Pindá, Caverna, Rambo e Domingues)                                                                               | Jean Herrero           | Cláudia França | [ 6 ]  |
| 2006 | Campeã     | Especial | Ojú Krê Krê... Mangalô - 2006 Embarca nessa, meu samba é cósmico e não tem pressa! (Composição: Zé da União, Gil, Beto Soldado, Nenê Pinheiro e Sandro do Cavaco)                                                                          | Robson Rett            |                | [ 7 ]  |
| 2007 | 4º. Lugar  | Especial | Samba, alegria do povo, Povo alegria de deus! (Composição: Júnior, Edu, Luiz Emílio, Jorge Sargento e Siri) | Robson Rett            |                | [ 8 ]  |
| 2008 | 5º. Lugar  | Especial | Sou a fé, sou a história, sou a arte, muito prazer sou o Monte Serrat! (Composição: Osvaldo da Areia, Mário Sérgio, Batata do Cavaco, Zezinho Invocado, Batatinha do Violão, Elias do Cavaco)                                              | Ronaldo Cosmo          |                | [ 9 ]  |
| 2009 | 10º. Lugar | Especial | Paira no ar, minha águia querida, mostra ao teu povo a grande ópera do carnaval carioca em uma só bandeira! (Composição: Silvinho, Rogério Chimu, Silvio Lopes, Marquinhos, Augusto Campeão, Júnior Bicalho, Juninho Branco e Tubarão)     | Delauhá Campos         |                | [ 10 ] |
| 2010 | Campeã     | Especial | São tantas...Emoções! (Composição: Bira, Renato, Itapura, Tim, Primo do Pandeiro, Chitão, Biro do Cavaco e Manoel) | Jean H. e Ricardo Dias |                | [ 11 ] |
| 2011 | 9º. Lugar  | Especial | De rei ou de rainha, essa coroa... hoje, é minha! (Composição: Edu, Júnior, Fernando Negrão, Gustavo e Marquinho Maluco) | Ricardo Dias           |                | [ 12 ] |
| 2012 | 2º. Lugar  | Acesso   | Sassaricando (Composição: Manoel Duarte, Jorginho de Oliveira, Chitão, Renatinho, Birô, Sidney Melodia e Bira) | Marcos Vinícius        |                | [ 13 ] |
| 2013 | -          | Especial | Da luz que se difunde, nasceu no mundo assombrado, a pura maçonaria! (Composição: Gilson Caffé, Carauba, Petter Pan, Giba Cordas, Hermes Sobral e Bochecha)                                                                                | Lucas Pinto            |                | [ 14 ] |
| 2014 | 7º. Lugar  | Especial | De Santos para o mundo... a Padre Paulo viaja na Rota do Sol! (Composição: Aydan 7 cordas, Bill, Chitão, Marcelo Charuto, Valtinho, Walmir, Kaká Germano e Sidney Melodia)                                                                 | Marcos Vinícius        |                | [ 15 ] |
| 2015 | 5º. Lugar  | Especial | Padre Paulo, nosso amor volta no tempo e resgata teus grandes carnavais! (Composição: Ademarzinho do Cavaco, Ademar Eugênio, Walid Omar e Rafa Neves)                                                                                      | Eli Júnior             |                | [ 3 ]  |
| 2016 | 2º. Lugar  | Especial | Sou Santista Folião... Caiçara Campeão do Continente ao Litoral... Pego Onda no Carnaval! (Composição: Aydan Madureira, Anderson Atração, Fabinho Bill, Fernandinho, Marcelo Charuto, Tim Cardoso, Valtinho Jr., Victor Pimentel e Walmir) | Eli Júnior             | [ 16 ]         |        |
| 2017 | 8º. Lugar  | Especial | N'Gola da dança à herança de uma grande nação |                        |                |        |
| 2018 | 2º. Lugar  | Acesso   | Misteriosa luz que fascina a humanidade: reluz o sol na Mocidade | Marcos Vinícius        |                |        |
| 2019 | 3º. Lugar  | Acesso   | Orixás: a Grande Festa de um Povo | Jefferson Rosa         |                |        |
| 2020 | 3°. Lugar  | Acesso   | De sete em sete ainda acabo nesse sete | Jefferson Rosa         |                |        |
| 2023 | 7° Lugar   | Acesso   | Yalodê, Um Banho de Axé e Felicidade na Folia |                        |                |        |
| 2024 | 4º. Lugar  | Acesso   | Maracatu, Resistência e Manifestação | Fábio Gouveia          |                |        |
| 2025 | Campeã     | Acesso   | Glórias do Cinquentenário, sou Mocidade para sempre tradição! | Gregório Cardim        |                |        |

## Títulos
|  | Grupo    | Títulos | Vitórias                                 |
|  | Especial | 7       | 1980, 1982, 1984, 1997, 2000, 2006, 2010 |
|  | Acesso   | 1       | 1991                                     |